# Thorichthys
Thorichthys  — це невеликий рід цихлових з країн Центральної Америки.
Рід налічує 8 видів.

## Види
- Thorichthys affinis (Günther 1862)  — жовта меєка
- Thorichthys aureus (Günther 1862)  — золота цихліда, синій спалах
- Thorichthys callolepis (Regan 1904)  — цихліда з Сан Домінго
- Thorichthys ellioti Meek 1904
- Thorichthys helleri (Steindachner 1864)  — жовта цихліда
- Thorichthys meeki Brind 1918  — цихлазома Меека, вогнегорла цихліда
- Thorichthys pasionis (Rivas 1962)
- Thorichthys socolofi (Miller and Taylor, 1984)